# Rod Cauhi
Rodolpho Cauhi ou Rod Cauhi (Uberaba, 25 de janeiro de 1990) é um cineasta, diretor de fotografia, produtor e empresário brasileiro. Seu primeiro trabalho audiovisual de grande destaque foi o videoclipe "Lembra" de Luiza Possi com participação especial do surfista Gabriel Medina. O videoclipe teve exibição em 104 salas de cinema em todo o Brasil pela Rede Cinépolis durante o mês de novembro de 2017. No decorrer de sua carreira, desenvolveu projetos junto a artistas como Lulu Santos, Thaeme e Thiago, JetLag Music, João Neto e Frederico, Wesley Safadão, Kevinho, Leo Santana, Mano Walter, Tiago Abravanel, Naiara Azevedo, Mar Aberto Duo e MC Zaac.
Nos últimos anos, Rod Cauhi consolidou-se no mercado de publicidade e propaganda em projetos para grandes marcas como Itaú, Amazon Prime, FILA, XP Investimentos, Telecine, XP Investimentos, CBF, Olímpiadas de Paris, SporTV, Free Fire, Kopenhagen, Panco, TNT, Coqueiro, Porto Seguro, Renato Ratier, Solotica, Berlitz, Itaú e Allt. Seu trabalho é reconhecido pela abordagem criativa e pela capacidade de integrar a propaganda com um olhar cinematográfico sensível e apurado, criando narrativas visuais impactantes e de alta qualidade estética. 
A partir de 2023, passou a explorar a inteligência artificial como ferramenta central de criação, tornando-se um dos pioneiros na aplicação de IA generativa no cinema publicitário da América Latina. Utilizando modelos avançados de geração de imagem e vídeo, Rod fundou a Daydream Studio, um estúdio criativo dedicado a produções feitas integralmente com IA — combinando direção de cena, composição fotográfica, iluminação cinematográfica e prompting avançado.
Em 2025, tornou-se o primeiro brasileiro a vencer premiações internacionais dedicadas exclusivamente a filmes criados com inteligência artificial. Seu curta Paint Like An Artist, para a marca Staedtler, venceu o NeuroMasters AI Film Festival em Moscou e o Atlanta International AI Film Festival, nos Estados Unidos, na categoria de melhor comercial feito com IA. No mesmo ano, também conquistou o prêmio de AI in Advertising no MetaMorph AI Film Awards, em Londres, com o filme Lunar Pilot – Dark Side of the Moon, produzido para a marca Bulova.  Esse festival contou com jurados renomados, como David Nutter (Game of Thrones), Barry H. Waldman (Piratas do Caribe, Transformers) e John Rhys-Davies (O Senhor dos Anéis).
Além das vitórias, seus filmes foram selecionados por festivais de destaque como o Seoul IA Film Festival (Coreia do Sul), AI Film Awards Cannes (França), OMNI AI Festival (Austrália), AI Artist Awards (China), Golden Dunes Festival (Dubai), AI Film Awards Venice (Itália) e MetaMorph AI (Reino Unido), fortalecendo sua posição como uma das principais referências em IA aplicada ao audiovisual na atualidade.

## Prêmios e indicações
| Ano  | Filme                               | Festival / Evento                              | Local                | Categoria / Status | Resultado               |
| ---- | ----------------------------------- | ---------------------------------------------- | -------------------- | ------------------ | ----------------------- |
| 2025 | Paint Like An Artist                | Atlanta International AI Film Festival (AIAFF) | Atlanta, EUA         | Best AI Commercial | Vencedor                |
| 2025 | Paint Like An Artist                | NeuroMasters AI Film Festival                  | Moscou, Rússia       | Best Promo AI      | Vencedor (Silver Award) |
| 2025 | Paint Like An Artist                | SIAFF – Seoul IA Film Festival                 | Coreia do Sul        | Seleção oficial    | Selecionado             |
| 2025 | Paint Like An Artist                | MetaMorph AI Film Awards                       | Londres, Inglaterra  | Seleção oficial    | Selecionado             |
| 2025 | Wild Spirit                         | OMNI AI Film Festival                          | Sydney, Austrália    | Semi-finalista     | Selecionado             |
| 2025 | Wild Spirit                         | NeuroMasters AI Film Festival                  | Moscou, Rússia       | Seleção oficial    | Selecionado             |
| 2025 | Lunar Pilot – Dark Side of the Moon | MetaMorph AI Film Awards                       | Londres, Reino Unido | AI in Advertising  | Vencedor                |
| 2025 | Lunar Pilot – Dark Side of the Moon | SIAFF – Seoul IA Film Festival                 | Coreia do Sul        | Seleção oficial    | Selecionado             |
| 2025 | Lunar Pilot – Dark Side of the Moon | AI Artist Awards                               | Pequim, China        | Seleção oficial    | Selecionado             |
| 2025 | Lunar Pilot – Dark Side of the Moon | AI Film Awards                                 | Veneza, Itália       | Seleção oficial    | Selecionado             |
| 2025 | Lunar Pilot – Dark Side of the Moon | Golden Dunes Festival                          | Dubai, EAU           | Seleção oficial    | Selecionado             |
| 2025 | The Spirit of Carnival              | AI Film Awards Cannes                          | Cannes, França       | Seleção oficial    | Selecionado             |
| 2025 | The Spirit of Carnival              | MetaMorph AI Film Awards                       | Londres, Inglaterra  | Seleção oficial    | Selecionado             |